# Crom (divinité d'un univers de fiction)
 (septembre 2015).
Si vous disposez d'ouvrages ou d'articles de référence ou si vous connaissez des sites web de qualité traitant du thème abordé ici, merci de compléter l'article en donnant les références utiles à sa vérifiabilité et en les liant à la section « Notes et références ».
Pour les articles homonymes, voir Crom.
Crom est le nom d'une divinité apparaissant dans l'univers de fiction créé par Robert E. Howard et principalement mentionnée dans les jurons de son personnage Conan le Cimmérien ; il est vénéré, suppose-t-on, par la plupart des Cimmériens. Son nom dérive probablement de l’ancienne divinité celtique Crom Cruach, les Cimmériens jouant le rôle des Proto-celtes dans l'Âge hyborien préhistorique d'Howard.

## Nature du dieu
Crom est un dieu sinistre, morose et impitoyable, toujours guettant du haut de sa montagne, au milieu des sombres nuées et des brouillards obscurs, prêt à prononcer un jugement désapprobateur sur tout et tous. Cependant, on dit aussi qu'il apprécie le courage et la ténacité chez les mortels, même si les humains se révèlent en fin de compte trop chétifs pour y parvenir. On tient pour communément admis que Crom ne répond pas aux prières et désapprouve la faiblesse, aussi son nom n'est-il généralement invoqué que pour un juron ou une malédiction. C'est le seul membre du panthéon cimmérien nommé régulièrement, bien qu'une autre divinité celtique, Manannan Mac Lir, soit mentionnée par Conan dans une histoire. Dans le récit Conan the Valorous de John Maddox Roberts, Crom est vénéré au sein d'une gigantesque caverne dans la face est de la montagne nommée Ben Morgh en Cimmérie où l'on raconte qu'il réside et où le dieu (ou une statue géante de lui) trône, dominant les sépultures cimmériennes que l'on appelle le Champ des Morts.
Les adorateurs stygiens de Set apaisent leur dieu par des sacrifices humains et la vénération intensive de serpents, tandis que Derketo s'adonnent aux plaisirs de la chair ; en Vendhya, les fidèles d'Asura cherchent la vérité au-delà des illusions du monde physique et les adeptes du Mitra hyborien sont presque judéo-chrétiens dans leur mélange d'ascétisme, de compassion et de justice. Par contraste, Conan remarque dans une conversation qu'il vaut mieux éviter de faire quoi que ce soit de nature à attirer l'attention de Crom, car le dieu ne cause qu'ennuis et malheur. En conséquence, dans l’œuvre d'Howard, il n'est pas tant vénéré qu'invoqué dans les malédictions et les jurons (par exemple, Conan a des exclamations du genre « Crom et ses diables ») ou pour essayer de se redonner du courage. Cela ne signifie cependant pas qu'il fasse quoi que ce soit, en bien ou en mal, pour les mortels ; on raconte que son seul don aux hommes fut de les doter de courage à la naissance pour survivre, persévérer et surmonter l'adversité.
Dans les histoires originales de Conan, Crom n'est jamais dépeint comme intervenant directement ou causant explicitement le moindre évènement. En fait, il n'y a dans l’œuvre d'Howard que peu d'indices permettant d'affirmer que Crom, ou toute autre déité, existe réellement ; l'existence des démons et d'extraterrestres y est affirmée (par exemple dans les histoires Le Dieu dans l'urne et La Tour de l'Éléphant), tandis que Le Phoenix sur l'épée suggère que Set serait l'un des Grands Anciens de H. P. Lovecraft. La nouvelle de Howard Le Colosse noir raconte cependant l'histoire d'une princesse dirigée par la voix de Mitra afin de faire de Conan son champion. Crom ne se livre pas à ce genre d'apparitions. Dans les histoires de Conan écrites par d'autres auteurs on trouve des indices d'une possible existence de Crom. Par exemple, dans The Return of Conan, Crom intervient directement pour sauver Conan de la mort et d'une damnation éternelle.

## Dans d'autres médias

### Cinéma
Crom est brièvement mentionné dans le film de John Milius, Conan le Barbare (1982), coécrit par Oliver Stone et vaguement basé sur l’œuvre d'Howard. Le Crom du film n'a que peu de rapport, sinon aucun – en dehors de son nom – avec le dieu décrit dans l'univers d'Howard, car nombre d'éléments de mythologie nordique, en particulier le mythe d'Odin, ont été introduits dans le script original de John Milius. Celui-ci donne donc sa version personnelle (totalement différente de celle d'Howard) du dieu Crom, tel qu'il sera décrit par le père de Conan au début du film notamment : le père forgeron explique à son fils que les géants dérobèrent à Crom le « secret de l'acier » (thème conducteur du film) lors de luttes primordiales contre les dieux, ces derniers se courrouçant à tel point qu'ils en oublièrent sur le champ de bataille ce secret en question. Dans la tourmente, certains humains furent à même de découvrir à leur tour ce fameux secret oublié des dieux. Bien plus tard, durant une discussion théologique, Conan dit que lorsqu'il mourra, il se présentera devant Crom qui lui demandera s'il connaît le « secret de l'acier » et, s'il ne le connaît pas, Crom lui refusera l'entrée du Valhalla et se moquera de lui (le secret de l'acier n'est mentionné dans aucune des histoires d'Howard). Conan est montré  comme ayant une relation tendue et distante avec Crom. La seule fois du film (et, sous-entendu, de toute sa vie jusqu'au moment en question) où il prie sincèrement (contrairement aux histoires originales de Howard où à aucun moment il ne le prie ), c'est lorsqu'il fait face aux hommes qui ont tué son amante, Valéria. Les paroles de sa prière sont :
« Crom, je ne t'ai jamais prié auparavant. Je n'ai pas les mots pour cela. Personne, pas même toi, ne se souviendra si nous étions des hommes bons ou mauvais, pourquoi nous nous battions ou pourquoi nous sommes morts. Non, tout ce qui compte c'est que deux hommes se sont battus contre un grand nombre, voilà ce qui importe. Tu aimes la bravoure, Crom, alors accorde-moi une chose : accorde-moi la VENGEANCE ! Et si tu n’entends pas ma prière, va au diable ! »
Cependant, dans le film Conan le Destructeur (1984) qui est la suite du précédent, Conan, ayant vengé la mort de Valéria, semble s'être réconcilié avec son dieu. À un moment, on voit Conan prier Crom pour le retour de Valéria – encore un élément en complète contradiction avec le caractère du personnage original. Il dit à un autre personnage qu'elle est « assise aux côtés de [son] dieu », toutefois il utilise également « Crom ! » comme un juron ou une expression de surprise tout au long du film.
Crom est également mentionné dans la série animée Conan l'Aventurier. Dans ce dessin animé, malgré de nombreuses autres différences, Crom est pour l'essentiel décrit comme dans les histoires d'Howard, une déité distante que Conan invoque plus par ses exclamations que par une vénération formelle, par exemple en disant « Par Crom ! » face au danger. Conan n'est toutefois pas dépourvu de religiosité et on le voit prêter des serments solennels au nom de son dieu - ou, dans le cas du dessin animé, de l'esprit gardien de sa tribu. Par exemple, lorsque sa famille est pétrifiée, il jure par Crom de les libérer.
Dans le film Conan (2011), Crom n'est mentionné qu'en passant, lorsque Conan jure.

### Parodies
Crom est également le dieu barbare de la baston dans la série audio Le Donjon de Naheulbeuk réalisé par John Lang ainsi que dans les romans et bandes dessinées du même nom, écrits et scénarisés par John Lang et dessinées par Marion Poinsot. Crom est souvent cité par le barbare du groupe d'aventuriers, ils parlent d'ailleurs de lui en mangeant du poulet. Le Naheulband a également dédié au dieu une chanson.
Crom est évoqué dans le film d'animation Ronal le Barbare.